# John Keeble
John Leslie Keeble (Londra, 6 luglio 1959) è un musicista britannico, batterista degli Spandau Ballet.

## Biografia
Gli Spandau Ballet si sciolsero nel 1990, dopo che il loro ultimo album in studio, Heart Like a Sky, non riuscì a ripetere il successo commerciale e di critica dei loro album precedenti, come True e Parade.
Nel 1999, John Keeble, insieme ai membri della band Tony Hadley e Steve Norman, tentò di citare in giudizio l'ex chitarrista degli Spandau Ballet, Gary Kemp, per presunte royalty non pagate. Si sosteneva l'esistenza di un accordo tra Kemp, principale compositore, e il resto della band, per cui egli avrebbe dovuto versare ai suoi compagni una quota dei diritti percepiti. Le insinuazioni vennero vigorosamente smentite da Kemp che infine vinse la causa, a cui infine gli altri componenti della band non fecero appello.
Keeble in seguito ha suonato con Tony Hadley in tour per tutto il 2006 e ha formato una sua band, PLAY ROCK.
Il 25 marzo 2009, gli Spandau Ballet insieme a Keeble, in una conferenza stampa al HMS Belfast, annunciano che la band si era riformata per un tour mondiale a partire da Dublino nell'ottobre del 2009.